# Bukovče (district de Stropkov)
Pour les articles homonymes, voir Bukovče.
Bukovce (hongrois : Nagybukócz) est un village de Slovaquie situé dans la région de Prešov.

## Histoire
Première mention écrite du village en 1379.

## Démographie

### Évolution de la population
| Année:               | 1994. | 2004.    | 2014.   | 2024.   |
| -------------------- | ----- | -------- | ------- | ------- |
| Nombre de personnes: | 489   | 562      | 535     | 554     |
| Différence:          |       | +14,92 % | -4,80 % | +3,55 % |

| Année:               | 2023. | 2024.   |
| -------------------- | ----- | ------- |
| Nombre de personnes: | 550   | 554     |
| Différence:          |       | +0,72 % |